# Butamirat
Butamirat (łac. butamiratum) – organiczny związek chemiczny, nieopioidowy lek przeciwkaszlowy. Hamuje odruch kaszlowy działając na ośrodek kaszlu w rdzeniu przedłużonym, nieznacznie rozkurcza mięśnie oskrzeli. Biologiczny okres półtrwania wynosi 6 godzin.

## Wskazania
- ostry, suchy kaszel
- hamowanie odruchu kaszlowego przed i po zabiegach chirurgicznych

## Przeciwwskazania
- nadwrażliwość na lek
- fenyloketonuria
- niewydolność oddechowa

## Działania niepożądane
- nudności
- wymioty
- biegunka
- bóle i zawroty głowy
- senność
- wysypka skórna

## Preparaty
- Sinecod, Supremin, Atussan, Tussicalin.